# عباس زكور
عباس زكور ((بالعبرية: עבאס זכור‏)، 30 ديسمبر 1965 -) سياسي عربي إسرائيلي وعضو سابق في الكنيست من عن القائمة العربية الموحدة.

## السيرة الذاتية
ولد زكور في عكا وحصل على درجة البكالوريوس في العلوم الإسلامية من جامعة القدس عام 1990، وعمل بعد ذلك مديرا لصحيفة الميقاق.
احتل المرتبة الرابعة في القائمة العربية الموحدة في انتخابات الكنيست لعام 2006، وأصبح عضوًا في الكنيست عندما فاز الحزب بأربعة مقاعد، ثم غادر القائمة في ديسمبر 2008 وأنشأ حزب الوسط العربي لخوض انتخابات الكنيست عام 2009. صرح زكور أن الحزب سينضم إلى «أي حكومة يسارية تدعم السلام»، ويأمل في الفوز بأربعة مقاعد. طُلب غالب مجادلة عضو الكنيست عن حزب العمل قيادة حزب الوسط، لكنه رفض العرض. كان من المخطط أن يتصدر زكور القائمة، بينما يحتل محمد كنعان العضو السابق في القائمة العربية المتحدة والحزب الوطني العربي المرتبة الثانية، إلا أن زكور انضم لاحقًا إلى التجمع الوطني وفاز بالمركز الرابع في قائمته ولم يخوض الحزب الجديد الانتخابات. فاز التجمع بثلاثة مقاعد في الانتخابات، مما يعني فقدان زكور لمقعده في الكنيست.
في عام 2006، تعرض زكور لطعن وأصيب بجروح طفيفة على أيدي عصابة من المهاجرين الروس يرددون هتافات معادية للعرب. كان الهجوم جزءًا من «هياج طعن»، ووصف بأنه «جريمة كراهية». يعيش زكور في عكا، وهو متزوج.

## وصلات خارجية
- عباس زكور على الموقع الإلكتروني للكنيست